# 48 Dywizja Piechoty (III Rzesza)
48 Dywizja Piechoty (niem. 48. Infanterie-Division) – niemiecka dywizja z czasów II wojny światowej, sformowana na mocy rozkazu 1 lutego 1944 przez XI Okręg Wojskowy w rejonie Ostendy z 171 Dywizji Rezerwowej.

## Struktura organizacyjna
Struktura organizacyjna w lutym 1944:
- 126  pułk grenadierów
- 127  pułk grenadierów
- 128  pułk grenadierów
- 148  pułk artylerii
- 148  batalion pionierów
- 148  batalion fizylierów
- 148  oddział przeciwpancerny
- 148  oddział łączności
- 148  polowy batalion zapasowy

Struktura organizacyjna w grudniu 1944:
- 126  pułk grenadierów
- 127  pułk grenadierów
- 128  pułk grenadierów
- 148  pułk artylerii
- 148  batalion pionierów
- 148  dywizyjny batalion fizylierów
- 148  kompania przeciwpancerna
- 148  oddział łączności
- 148  polowy batalion zapasowy

## Dowódcy dywizji
- gen. por. Karl Casper 1 II 1944 – 1 X 1944
- gen. mjr Gerhard Kegler 1 X 1944 – X 1944
- płk Arnold Scholz X 1944 – XI 1944
- gen. por. Karl Casper 30 I 1945 - 8 V 1945